# Baterijski sklop
Baterijski sklop, niz baterija ili akumulatora povezanih tako da nisu predviđene da ih potrošač, trgovac ili posrednik može ili smije otvarati. Smiju ih otvarati i razdvajati samo u tvornici, specijaliziranoj radionici ili u servisu. Nanizane baterije odnosno akumulatori u sklopu povezani su ili zapečaćeni u vanjski omot. Tako čine cjelovitu jedinicu koja u takvom obliku mora doći u promet, prodaju i krajnjem korisniku.